# Фірлюк м'янмарський
Фірлюк м'янмарський (Mirafra microptera) — вид горобцеподібних птахів родини жайворонкових (Alaudidae). Ендемік М'янми. Раніше вважався підвидом великодзьобого фірлюка, однак був визнаний окремим видом.

## Опис
Довжина птаха становить 15 см, з яких від 3,9 до 5,1 см припадає на хвіст. Довжина дзьоба становить 1,4-1,6 см. Виду не притаманний статевий диморфізм, хоча самці трохи більші за самиць.
Забарвлення м'янмарського фірлюка світліше і трохи менш рудувате, ніж в спорідненого великодзьобого фірлюка. Тім'я і потилиця жовто-коричневі або рудувато-сіро-коричневі, з помітною темно-коричневою смугою. Над очима жовто-коричнева смуга, ширша, ніж у великодзьобого жайворонка. Верхня частина тіла сіро-коричнева. Горло білувате, груди світлі, жовтувато-коричненві, живіт білуватий. Груди поцятковані великими, круглими, темно-коричневими плямами. Края пер на крилах жовтувато-коричневі або білуваті. Дзьоб зверху темно-коричневий, знизу жовтувато-роговий. Лапи рудувато-коричневі або жовтувато-коричневі. Очі карі.

## Поширення і екологія
М'янмарський фірлюк мешкає в центральній М'янмі. Живе на луках, кам'янистих рівнинах, порослих чагарником, а також на полях. Це осілий птах.

## Поведінка
М'янмарський фірлюк харчується насінням трав і безхребетними. В кладці 3-4 яйця. Яйця жовтуваті або сіруваті, поцятковані коричневими або сіруватими плямками.